# Проспект 18 июля
Проспект 18 июля (исп. Avenida 18 de Julio) — одна из основных улиц Монтевидео. 
Проспект 18 июля считается наиболее важной городской «артерией» в Монтевидео, так как является коммерческим и туристическим центром города.

## История

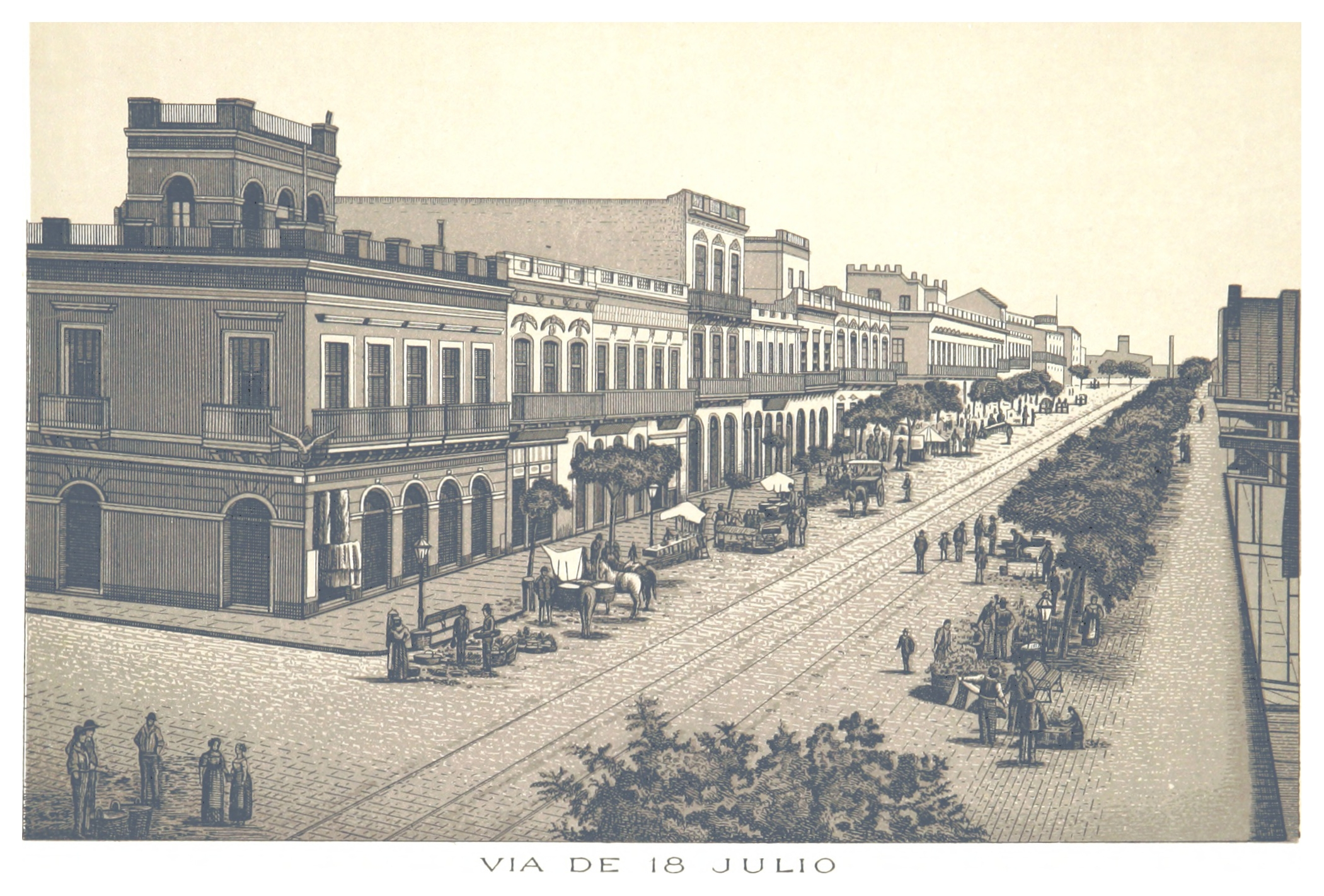
Вид на улицу 18 июля (рисунок из книги «Montevideo e la repubblica dell'Uruguay. Descrizione...», 1885 год)

Проспект 18 июля начинает свою историю на заре независимости Уругвая, когда в 1829 году военный инженер из Аргентины Хосе Мария Рейес взялся за разработку проекта по разграничению Нового города. Широкая улица должна была взять начало сразу от Старого города — и поныне существующего исторического района Сьюдад-Вьеха.
В 1843 году улица названа в честь даты принятия первой Конституции Уругвая (18 июля 1830 года). В 1919 году решением Административного Управления экономикой Монтевидео улица 18 июля получила статус проспекта.
В 1858 году на улице появился тротуар для пешеходов, а в 1912 было сделано первичное асфальтовое покрытие. Проспект 18 июля наряду с улицей Саранди была первой улицей в Монтевидео, снабжённой в 1886 году электрическим уличным освещением. В 1953 году на участке проспекта 18 июля между улицами Эхидо и Андес появились первые в городе светофоры.

## Описание
Проспект берёт начало у площади Независимости в пределах района Сьюдад-Вьеха (Старый город), пересекает районы Сентро и Кордон и заканчивается у Обелиска Монтевидео в районе Трес-Крусес перекрёстком с бульваром Артигас.

## Достопримечательности
Главные достопримечательности, расположенные вдоль проспекта 18 июля:
- Мавзолей Артигаса;
- Паласио Сальво;
- Эдифисио Лапидо;
- Площадь Фабини Пласа-дель-Энтреверо;
- Площадь Каганча;
- Здание мэрии Монтевидео;
- Церковь дель Кармен
- Республиканский университет Уругвая;
- Обелиск Монтевидео.